# Heimbergturm
Der Heimbergturm ist ein 29 m hoher Aussichtsturm auf dem 302,7 m ü. NHN hohen Heimberg zwischen Schloßböckelheim und Waldböckelheim im Naheland (Rheinland-Pfalz). Er wurde im Frühjahr 2008 nach Art eines Holzgerüstes erbaut und besitzt einen quadratischen Grundriss. Die Eckpfeiler bestehen aus 85 Jahre alten, naturbelassenen Douglasienstämmen aus dem Soonwald bei Mengerschied und sind kreuzweise mit Metallstreben verspannt. Als Treppenaufgang dient eine linksläufige Holztreppe, die über 144 Stufen und 15 Zwischenpodeste zur überdachten Aussichtsplattform führt.
Der Turm dient vornehmlich touristischen Zwecken zur Aussicht im Naturpark Soonwald-Nahe. Über der in 24 m Höhe befindlichen Plattform sind an der Dachunterseite vier Panoramatafeln angebracht. Auf ihnen ist die Umgebung zur besseren Identifizierbarkeit mit Fotos abgebildet. Der Besuch dieses Aussichtspunktes ist kostenlos.